# Une femme parfaite
Pour plus de détails, voir Fiche technique et Distribution.
Une femme parfaite (titre en anglais : Sweet Revenge) est un film franco-américain réalisé par Charlotte Brändström, sorti en 1990.

## Synopsis
Une avocate veut trouver la femme parfaite pour ne plus avoir à payer la pension alimentaire à son mari...
Histoire pleine de rebondissements et de bienveillance, avec des acteurs très chouettes (un petit rôle pour Bruno Madinier, tout jeune, craquant.) Merci et bravo à toute l'équipe pour cette sympathique réalisation. 

## Fiche technique
- Titre original : Sweet Revenge
- Titre français : Une femme parfaite
- Réalisation : Charlotte Brändström
- Scénario : Janet Brownell
- Musique : Didier Vasseur
- Pays d'origine :  France |  États-Unis
- Genre : comédie romantique
- Dates de sortie : 
  - France : 14 mai 1990 (Festival de Cannes)
  - États-Unis : 9 juillet 1990
  - Japon : avril 1991
  - Allemagne : 25 juillet 1991

## Distribution
- Rosanna Arquette : Kate Williams
- Carrie Fisher : Linda
- John Sessions : John
- François-Eric Gendron : Frank
- John Hargreaves : Jim Harris
- Bruno Madinier : Phil
- Yves Brainville : Chase
- Francis Lemaire : Mr. Dupre
- Van Doude : Juge Harding
- Robert Barr : Bailiff
- Luc Lavandier : Serveur
- Bradley Cole : Larry Stevens
- Marie-Christine Adam : Vendeuse
- Florence Pelly : Vendeuse
- Jacques Ciron : Traiteur
- Belkacem Tatem
- Jean-Paul Muel